# 阎章
阎章（?—?），河南荥阳人，东汉官员。

## 生平
永平年间，阎章时任尚书，他的两个妹妹为贵人。阎章通曉国家典章制度，阎章本来应升任要职，汉明帝对外戚多加限制，让他另任步兵校尉。

## 家庭

### 子
阎章的儿子阎暢，阎暢是汉安帝安思皇后阎姬的父亲。

### 妹
阎贵人，阎章两个妹妹都是汉明帝刘庄的贵人。